# Thongdee Chakri
Thongdee Chakri est un noble thaïlandais né vers 1700 et mort vers 1760. Il est le père du roi Rama Ier.